# Pradosia argentea
Espèce
Classification phylogénétique
Statut de conservation UICN

 EX  : Éteint
Pradosia argentea est une espèce de plantes à fleurs de la famille des Sapotaceae. C'est un arbre originaire du Pérou et maintenant éteinte.

## Description
C'est un arbre.

## Répartition
Présente dans la Province de Cajamarca.

## Statut
Cette espèce d'arbre est considérée comme disparue selon l'IUCN, les forêts dans lesquelles cet arbre était présent au XIXe siècle ont été détruites. 